# Marie Hallynck
Marie Hallynck est une violoncelliste belge née à Tournai en 1973.

## Parcours
Marie Hallynck commence l’étude du violoncelle dans sa ville natale, puis travaille à Paris avec Reine Flachot. Après des études précoces auprès d’Edmond Baert au Conservatoire royal de Bruxelles, et à la Chapelle musicale Reine Élisabeth, Marie Hallynck se perfectionne avec János Starker aux États-Unis et Natalia Gutman à la Musikhochschule de Stuttgart.
Elle a remporté de nombreux premiers prix lors de concours nationaux et internationaux à Bruxelles, Gand, Paris, Eindhoven… Elle est également lauréate du célèbre tournoi Eurovision de la musique classique (1992). En 1992, elle reçoit les diplômes d'honneur du Mozarteum de Salzbourg et de l'Accademia Chigiana de Sienne. En 1993, elle devient lauréate de la Fondation belge de la vocation, et en 1996 l'association Juventus (association regroupant chaque année des jeunes de 18 à 26 ans sélectionnés parmi les talents les plus prometteurs de l'Europe entière) la choisit parmi ses lauréats.
Elle est également bénéficiaire d'une bourse de la fondation Emile Bernheim.
En 2000, Marie Hallynck a fait ses débuts en récital au Carnegie Hall de New York ainsi qu'à la Philharmonie de Berlin en soliste, où elle a été immédiatement réinvitée l'année suivante.
En 2001, l'association des salles de concerts européennes la choisit comme Rising Star et, en 2002, l'union de la presse musicale belge la nomme Soliste de l'année (prix qu'ont reçu des artistes confirmés tels que Gidon Kremer, Antonio Pappano ou Philippe Herreweghe).
Les salles de concerts les plus prestigieuses l'accueillent, parmi lesquelles le palais des Beaux-Arts de Bruxelles, le Concertgebouw d'Amsterdam, le Musikverein de Vienne, le Wigmore Hall de Londres, le Symphony Hall de Birmingham, le Carnegie Hall de New York, les Philharmonies de Berlin et de Cologne, le Théâtre de la Ville et la Cité de la musique à Paris…
Soliste confirmée, Marie Hallynck a joué avec une quarantaine d'orchestres belges et étrangers (France, Allemagne, Hollande, États-Unis, Portugal...) dont, en 2005, l'Orchestre national de Belgique, l'Orchestre symphonique de Flandres, la Philharmonie d'Anvers, l'Orchestre de chambre de Wallonie, l'Orchestre philharmonique de Saint-Pétersbourg, l'Orchestre de Chambre du Concertgebouw d'Amsterdam, l'Orchestre Philharmonique de Rotterdam...
Marie Hallynck se produit avec des artistes aussi renommés que Martha Argerich, Vadim Repine, Cédric Tiberghien, Alexandre Tharaud, Jean-Claude Vanden Eynden, Ronald Van Spaendonck, Gérard Caussé, Pierre Lénert, les quatuors Danel, Pzazak et Ysaÿe, Alexander Melnikov, Bruno Pasquier, Isabelle Faust, Janine Jansen, Julian Rachlin, Mischa Maïsky, Renaud Capuçon...
Parallèlement à ses activités de concertiste, elle enseigne depuis l'âge de 18 ans au Conservatoire royal de Bruxelles. En 2006, avec le clarinettiste Ronald Van Spaendonck (lauréat Juventus) et le pianiste Muhiddin Dürrüoglu, Marie Hallynck a fondé l'Ensemble Kheops.
En 2017, Marie Hallynck est membre du jury du Concours reine Élisabeth, une reconnaissance considérable pour sa carrière.
En janvier 2018, une expérience sociale menée par l'émission On n'est pas des pigeons, la mène à jouer durant 30 minutes en pleine heure de pointe et déguisée en mendiante dans la station de métro Gare du Midi. Au total 1 553 personnes passeront, seulement 6 marqueront l'arrêt et elle ne récoltera que 7,58 €. Une deuxième partie de l'expérience la fait auditionner devant un jury destiné aux artistes de rue, son talent est salué mais elle n'est pas reconnue. Elle déclarera par la suite « Ça m'a renvoyé à moi-même. On se rend compte à quel point nous sommes programmés. On a tous ce côté « homme-robot ». Il n'y a pas de place pour une forme de curiosité qui pourrait nous détourner de ce pourquoi nous sommes programmés. »
Marie Hallynck joue sur un violoncelle de Matteo Goffriller, datant de 1717.

## Discographie
- Henri Vieuxtemps

Les deux concertos pour violoncelle avec l'Orchestre national de Belgique sous la direction de Theodor Guschlbauer
Cypres/CYP4609
- Robert Schumann, Edvar Grieg[réf. nécessaire]

Schumann : Phantasiestücke op. 73 et 5 Stücke im Volkston op. 102
Grieg : Sonate op. 36
avec Cédric Tiberghien au piano
Harmonia Mundi/Hmn 911779
- Joseph Jongen

Concerto pour violoncelle op. 18
avec l'Orchestre national de Belgique sous la direction de Kofman
Cypres/CYP1634
- Dmitri Chostakovitch

Trio op. 67, Romances op. 127
avec Arthur Schoonderwoerd, piano - Graf Mourja, violon - Nadja Smirnova, soprano -
Peter Migunov, basse
Alpha/Alpha 055
- De Falla, Marais, Stravinsky, Tournier

« Esprit de suite »
avec Sophie Hallynck à la harpe
Fuga Libera/FUG519
- Ludwig van Beethoven

The Two Trios for Piano, Clarinet & Cello
Ensemble Kheops
Ronald Van Spaendonck, Marie Hallynck & Muhiddin Dürrüoğlu::Fuga Libera/FUG535
- Claude Debussy - Benjamin Britten - Nicolas Bacri

Sonatas for Cello and Piano
Marie Hallynck, Cedric Tiberghien::Fuga Libera/Fug543
- Albert Huybrechts

Musique de Chambre I
Sonate pour piano et violon (1925)
Chant funèbre pour piano et violoncelle (1926)
Trio à cordes (1935)
Pierre Amoyal, Marie Hallynck, David Lively, Yuko Shimizu-Amoyal
Cypres/CYP4630